# متحف الشارقة للآثار
متحف الشارقة للآثار هو أول متحف يؤسس في الشارقة، افتتح في 10/5/ 1997م، وافتتحه سلطان بن محمد القاسمي عضو المجلس الأعلى لاتحاد دولة الإمارات العربية المتحدة، حاكم الشارقة. يقع المتحف في ضاحية حلوان على مقربة من ميدان الثقافة الشهير بالشارقة، ويعد أول متحف متخصص في الآثار على مستوى دولة الإمارات، ويعرض المكتشفات الأثرية التي وجدت في إمارة الشارقة وتعود للعصور السابقة للإسلام، وهذه المكتشفات جاءت نتيجة الجهود الحثيثة لعلماء الآثار الذين توافدت بعثاتهم على الشارقة منذ مطلع عام 1973م وحتى وقتنا الحاضر، كما أنها نتيجة جهود بعثة التنقيب المحلية التي بدأت عملها برئاسة الدكتور صباح جاسم منذ عام 1993م وهي تتبع إدارة الآثار إحدى إدارات دائرة الثقافة والإعلام بالشارقة، وقد أنجزت البعثة المحلية عدداً من التنقيبات الهامة في أراضي الإمارة بالاشتراك مع البعثات الأجنبية ومنفصلةً عنها في مواقع أخرى.
بناء المتحف حديث يراعي أحدث أساليب العرض المتحفي، وهو مبنى المتحف الحالي الذي افتتح عام 1997م. يحتضن المتحف في قاعاته ما يزيد عن 1000 قطعة أثرية تعود للعصور التاريخية التي سبقت انبلاج فجر الإسلام؛ تحديداً منذ العصر الحجري القديم قبل 120000 عام وحتى القرن الميلادي السابع، منها الأواني والقطع الفخارية والأدوات والمصنوعات الحجرية والمعدنية، وكذلك الحلي والمجوهرات والقطع النقدية وتماثيل الحيوانات والبشر الصغيرة إضافةً إلى نماذج لهياكل عظمية ومدافن ومنازل اكتشفت في مواقع عدة تتناثر في أراضي الإمارة وتعود للفترة الزمنية المذكورة.

## الانضمام إلى إدارة متاحف الشارقة
تأسست إدارة متاحف الشارقة بأمر من سمو حاكم الشارقة عام 2006م، وضمت إليها جميع المتاحف العاملة في الإمارة ومنها متحف الشارقة للآثار، لتشرف الإدارة من وقتها على المتاحف القائمة والمقرر إنشاؤها مستقبلاً، ولتعمل كحلقة وصل بينها. تهدف إدارة متاحف الشارقة إلى تقديم متاحفها خدمة ضمن أعلى المقاييس لأهالي الشارقة وزوارها وذلك من خلال معارضها وبرامجها التعليمية والبحثية، وبرامج التواصل مع المجتمع.و تسعى إدارة متاحف الشارقة إلى تعميق الفهم، والتقدير، والاحترام لهوية الشارقة وتبيان قيمة تراثها الثقافي والطبيعي، وإشهار ذلك محلياً وعالمياً.

## قاعات المتحف
يحتوي المتحف على ست قاعات، أربع منها قاعات زمنية رئيسية واثنتان فرعيتان، ويبدأ الزائر جولته في المتحف بقاعة فرعية هي قاعة علم الآثار.

### قاعة علم الآثار
في هذه القاعة صورة جوية مكبرة لشمال دولة الإمارات على شكل خريطة، تبين موقع الشارقة الفريد المطل على الخليج العربي من الغرب وعلى بحر العرب من الشرق، ما جعلها واسطة العقد بين أخواتها أبوظبي ودبي وعجمان ورأس الخيمة والفجيرة وأم القيوين، وأرضها تتباين في تضاريسها بين السهول الساحلية التي تكاد تغمرها مياه البحر وبين الصحاري الرملية في الوسط والجبال المتوسطة الارتفاع في الشرق، هذه الجبال التي كانت ولا تزال أوفر حظاً بمياهها الجوفية وأمطارها الغزيرة في العصور السابقة، مما جعلها ملاذ السكن والإستيطان منذ القدم، نظراً لتيسر زراعة سهولها الحصوية، وهكذا ساهمت التضاريس في رسم مسار حياة إنسان الشارقة القديم، فنراه صائداً للفرائس جامعاً للثمار، وراعياً لأغنامه ومواشيه عند سفوح الجبال وفي الصحاري المعشبة قديماً حين كان المطر أغزر، ونبصره صياداً للسمك والأحياء البحرية والأصداف على السواحل الغربية والشرقية، وبعد فترة تمكن هذا الإنسان من زرع بعض الأراضي الخصبة، التي ساهمت في استقرار جزء من السكان. كما سمحت السواحل المفتوحة لهؤلاء السكان الأوائل أن يمخروا عباب بحارها للتواصل والتجارة مع الحضارات والبلدان المجاورة منذ القدم، حيث اكتشفت كسر فخارية قرب شاطيء الحمرية شمال مدينة الشارقة تعود لأواني فترة العبيد المزدهرة في جنوب العراق قبل سبعة آلاف سنة، ثم تعززت هذه الصلات بعد ذلك بحرياً وبرياً ووصل إنسان الشارقة إلى اليمن ودلمون (البحرين) والشام وسواحل فارس وبلاد السند وحتى بلاد اليونان. وتبين الخريطة أهم المواقع الأثرية في الشارقة، كمويلح والحمرية وتل الأبرق على الساحل الغربي، وجبل البحيص ومليحة وجبل الفاية في الوسط، وكلباء ودبا الحصن وخورفكان على الساحل الشرقي، والتي تعود لفترات زمنية مختلفة أقدمها يزيد عمره عن 85000 عام. وفي الجهة المقابلة من القاعة نموذج لموقع أثري، يتقمص فيه الأطفال بين السابعة والرابعة عشرة دورعلماء الآثار، وينقبون في تربته مستخدمين أدوات التنقيب ؛ عن قطع أثرية مفترضة مدفونة، تحت إشراف مرشدين تعليميين مختصين، يساعدونهم في رفع ما اكتشفوه بطريقة علمية وتصويره وترقيمه، ثم وضع بطاقة تعريفية له ورسم أبعاده ووصفه بدقة عليها، فتنكسر في أذهانهم الصورة الجامدة عن علم الآثار ومن يعملون فيه، وتقدر عقولهم الجهد الكبير الذي بذله هؤلاء حتى وصلت هذه القطع إلى المتحف.
يتضمّن المتحف أربع قاعات رئيسية وهي:

### 1- قاعةالعصر الحجري( من 5000 إلى 3000ق م)
يتعرف الزائر في هذه القاعة على حياة سكان الشارقة في العصر الحجري، وكيف تراوحت معيشتهم القائمة على التنقل مابين صيد الحيوانات البرية والأسماك والأحياء البحرية ؛ ومابين رعي الأغنام والماعز والتقاط الثمار، وتعرض خزائن العرض في القاعة مجموعةً نادرة من اللقى الأثرية المهمة المكتشفة في عدد من المواقع في الإمارة ( جبل البحيص، مليحة، الحمرية، جبل الفاية، الذيد وغيرها ) وتشمل الأدوات الصوانية المختلفة، وكمية من الحلي الشخصية المتقنة الصنع والمصنوعة من العظام والأحجار وكذلك من اللؤلؤ ! حيث تعرض القاعة أقدم عقد من اللؤلؤ يكتشف في دولة الإمارات العربية وقد وجد في جبل البحيص ويزيد عمره عن سبعة آلاف عام !
كما تعرض القاعة كسراً فخارية ً ملونة من فخار العبيد نسبةً إلى حضارة العبيد التي ازدهرت في جنوب بلاد الرافدين في تلك الفترة، وهذا دليل مهم على تواصل سكان الشارقة مع غيرهم من الشعوب منذ آلاف السنين.

### 2- قاعةالعصر البرونزي( من 3000 إلى 1300 ق م )
رغم أن مناخ الشارقة في هذه الفترة صار أكثر جفافاً ؛ إلا أن تطوراً جديداً ظهر على الساحة تمثل في استخدام المعدن عوضاً عن الحجر في صنع أدوات الحياة اليومية، إنه النحاس الذي توفر في جبال المنطقة وسهل على إنسانها تعدينه وتصنيعه، والذي سيضاف إليه القصدير لينتج عن ذلك خليط جديد سمي البرونز، وفي هذا العصر أيضاً انتشرت صناعة الفخار المحلي وتوطدت صلات بعض المواقع في الشارقة مع الخارج، ومنها مستوطن تل الأبرق على ساحل الخليج العربي، الذي أثبتت المكتشفات أن أهله ربما اتصلوا مع حضارات السند وبلاد الرافدين ودلمون، حيث وجدت كثير من الأوعية الفخارية والأختام والأمشاط العاجية المميزة في قبور هذا الموقع والمستوردة من هذه الأصقاع. وكدأب أسلافهم في العصر الحجري واصل أهل الشارقة في هذا العصر رعي قطعانهم في المراعي القليلة واصطادوا ما تبقى من الحيوانات البرية، ومن فضل الله عليهم أن ألهمهم زراعة أرضهم للمرة الأولى بالقمح والشعير، وهو ما جعلهم يطورون أساليب جديدة ًللري تواكب جفاف مناخهم المتزايد، كما شرعوا في بناء البيوت الطينية واستعملوا سعف النخيل في بناء السقوف، وأصبحت أشجار النخيل مصدراً مهماً للتمر ولمواد البناء وصنع الحبال والسلال.

### 3- قاعةالعصر الحديدي( من 1300 إلى 300 ق م )
رغم قلة المكتشفات من المصنوعات الحديدية في المنطقة في هذا العصر؛ فقد أطلقت عليه تسمية عصر الحديد، ولعل قلة استخدامه ناتجة عن قلة خاماته محلياً ووفرة النحاس في المقابل، لكن متغيرين هامين حصلا في هذا العصر وغيرا كثيراً نمط الحياة فيها على الصعيدين الاقتصادي والاجتماعي، أولهما إنشاء قنوات للري تمتد تحت الأرض حتى تصل إلى المزارع والتجمعات السكانية، وهو ما سمي محلياً بالفلج، وقد أدى ذلك لازدهار ملحوظ في الزراعة وتوسع في حصد محاصيل القمح والشعير وزراعة النخيل ؛ مما ساهم في نشوء عدد من القرى الزراعية الصغيرة استقر فيها جزء من السكان. أما الحدث الثاني فهو استئناس الجمل الذي تم على ما يبدو أواخر الألف الثاني قبل الميلاد في جنوب الجزيرة العربية ثم انتشرت تربية الجمال في باقي مناطقها ومنها منطقة الإمارات العربية الحالية، ومن هذه الفترة ستبدأ صداقة العربي والجمل وستنشأ طرق القوافل التجارية التي ستربط بعد فترة بين أجزاء الجزيرة العربية المتباعدة، وستربطها بمحيطها الخارجي في الشمال، وستؤسس لمرحلة من الازدهار التجاري النابع من اليمن من خلال قوافل البخور واللبان الشهيرة.ستكون مويلح نجمة الشارقة في هذا العصر، فهذه القرية ذات البيوت المتلاصقة المبنية من اللبن والواقعة على بعد 15 كم من ساحل الشارقة على الخليج العربي نسجت شبكة ً من الصلات مع اليمن وإيران وبلاد الرافدين لم يعرف كنهها حتى الآن، وإن كانت إشاراتها وجدت مدفونةً في ثراها، ومنها أول أثر للكتابة وجد في الإمارات العربية حتى الآن وقد كتب بخط المسند السبئي الذي نشأ في اليمن.

### 4- قاعةالجزيرة العربيةالكبرى ( من 300 ق م إلى 611م)
عززت شبه الجزيرة العربية في مطلع القرن الثالث قبل الميلاد دورها كوسيط في الشبكة التجارية التي كانت تربط بلاد المحيط الهندي وبلاد حوض البحر الأبيض المتوسط، وصار العرب يتحكمون في عصب التجارة بين هذه البلدان، وهو البخور الذي احتكر عرب اليمن استيراده من آسيا إلى موانئهم في جنوب الجزيرة العربية ثم ينقلونه بقوافلهم عبر ممالك اليمن المختلفة التي حققت من هذا المرور ثروات طائلة قبل أن تعيد تصديره مع منتوجها المحلي من اللبان الذي لا يقل أهمية عن البخور إلى بلاد الرافدين ومصر وبلاد اليونان والرومان. وفي طريق هذا الطيب عبر الجزيرة العربية قامت كثير من المحطات التجارية لتؤمن خط سير هذه القوافل الثمينة عبر الصحاري المقفرة ولتكون سوقاً لما حولها من الأعراب والقرى، كما نشات محطات تجارية أخرى أعادت تصدير هذه الطيوب وغيرها إلى بلدان أخرى كبلاد الرافدين وفارس.ربما كانت مليحة أهم مركز تجاري في جنوب شرق الجزيرة العربية ارتبط بهذه التجارة المزدهرة، فقد وجدت في هذا الموقع المهم الواقع على بعد ستين كم إلى الشرق من مدينة الشارقة علائم على صلات واسعة أقامها هذه المركز مع ممالك اليمن وعدد من مراكز التجارة الأخرى في الجزيرة العربية وخارجها حيث وجدت آثار تدل على اتصال سكان الموقع باليونان ومصر، وربما كان هذا الموقع استراحةً للقوافل قبل أن تواصل مسيرتها نحو سواحل الخليج العربي لتصدر عبر السفن حمولتها من الطيب ومنتجات جنوب آسيا واليمن إلى بلاد فارس..
لقد أظهرت المكتشفات أن مليحة بلغت من الرقي في هذه الفترة ما جعلها تتحول إلى سوق للمناطق المجاورة، بل وربما ملكت قدراً من السلطة في محيطها مكنها من ضرب عملتها الخاصة التي استنسختها عن دراخما الإسكندر المقدوني، وظلت مليحة آهلة بالسكان على خلال الفترة بين 300 قبل الميلاد و300 م، ودفن أهلها أشرافهم في قبور خاصة بنوا عليها أبراجاً جنائزية ًدفنت فيها معهم أهم مقتنياتهم من الفخار والأواني الزجاجية والفخارية المستوردة والحلي، بل إن بعضهم دفنت بجواره بعض أنعامه كالخيول والجمال، كدليل على إيمانهم بالحياة بعد الموت التي كانوا يظنون أنها استمرار لحياتهم الأولى.

#### مجموعة صاحب السمو حاكم الشارقة
على مر السنين جمعت الكثير من اللقى الأثرية السطحية والمدفونة من أرض مليحة وغيرها من المواقع في الشارقة، وعثر عليها في بعض الأحيان خلال أعمال البناء أو أثناء حرث الحقول، وقد وقعت بعض هذه اللقى في أيدي بعض هواة الآثار، وتسرب قسم منها مع الأسف للخارج وظهر بعضها في الدولية.من هذه اللقى الرائعة التي حالفها الحظ وعادت إلى الشارقة مجموعة من القطع الفنية والحلي من مليحة اشتراها صاحب السمو الشيخ الدكتور سلطان بن محمد القاسمي عضو المجلس الأعلى في الإمارات العربية المتحدة وحاكم إمارة الشارقة بعدما علم أنها معروضة للبيع في أحد المزادات بأوروبا وبذل في سبيل ذلك المال سخياً، حفاظاً على جزء غالٍ من ذاكرة الشارقة كان معرضاً للضياع، وتكرم سموه بإهدائها إلى متحف الشارقة للآثار حيث تعرض حالياً في قاعة شبه الجزيرة العربية الكبرى، ليتأملها أبناء الشارقة جذلين، ويتمتع بمشاهدتها زوار الشارقة أجمعين، ويقدروا حرص الشارقة على صون تاريخها وحفاظها على إرثها الغني من الضياع.

### معرض موقع البحيص 18
بعد أن يختتم الزائر جولاته في القاعات الرئيسية الأربع يدخل إلى معرض عن موقع جبل البحيص 18 افتتحه سمو حاكم الشارقة في آذار / مارس عام 2008م على يوتيوب، والذي أقيم ليوثق جهود عشر سنوات من التنقيبات المشتركة بين بعثة التنقيب المحلية والبعثة الألمانية من جامعة توبنغن والتي انتهت عام 2005م بعد أن اكتشفت مقبرة البحيص 18، التي تعد من أكبر المقابر في جنوب شرق الجزيرة العربية وتعود لما يقرب من سبعة آلاف عام، حيث تعرض القاعة نماذج طبق الأصل لبعض الهياكل العظمية المكتشفة، وكمية كبيرة من اللقى الأثرية المكتشفة في الموقع تضم من بينها الخرز المستخدم في صناعة الحلي، وعظام بعض الحيوانت الأليفة التي رباها سكان الموقع، وكمية من عظام الحيوانات البرية التي اصطادوها..

## متحف الشارقة للاثار...منارة ثقافية رائدة
لا يقتصر دور متحف الشارقة للآثار على استقبال الزوار فقط ؛ بل يمتد إلى نشر المعرفة حول آثار الشارقة وتاريخها عموماً، ومن أجل ذلك يحفل برنامج عمل المتحف السنوي بكثير من الأحداث والأنشطة العلمية والثقافية ومنها :

### الورش التعليمية
ينظم مكتب التعليم في المتحف على مدار العام عدداً من الورش التعليمية المتميزة تستهدف مختلف فئات المجتمع، من العائلات والأفراد والطلاب بالإضافة للأفواج السياحية الزائرة، فهناك ورشة عائلية شهرية منتظمة، وهناك الورش المخصصة لطلاب المدارس والتي تتاح لكل مدرسة ترغب في إشراك طلابها فيها، كما يتولى المكتب إعداد ورش تعليمية خاصة لكبار السن وذوي الاحتياجات الخاصة بالتعاون مع قسم التعليم في إدارة متاحف الشارقة.
أما مواضيع هذه الورش فتتعلق بمعروضات المتحف ومقتنياته، وتسعى إلى زيادة الوعي بأهمية آثار الشارقة وضرورة الحفاظ عليها من خلال الأنشطة التي تتضمنها هذه الورش والتي تمزج بين الترفيه والتعليم.

### المحاضرات العلمية
ينظم المتحف منذ خريف عام 2010م سلسلة من المحاضرات الشهرية ؛ في إطار دوره التنويري، وجهده في نشر المعرفة بين أهل المتاحف في الدولة وكذلك بين أفراد الجمهور، حيث خصص الأربعاء الأخير من كل شهر ( بين تشرين الأول / أكتوبر وآذار / مارس ) لتقديم محاضرة عن الآثار والتاريخ، تقام في قاعة الندوات بالمتحف ويلقيها شخص مختص في موضوع معين، وترسل الدعوات إلى جميع متاحف الشارقة والدولة وإلى المهتمين كذلك من العامة.

### الإصدارات العلمية
أصدر المتحف عددا من الإصدارات العلمية المتميزة منذ انضمامه إلى إدارة متاحف الشارقة عام 2006م، ومنها : 

#### 1- كتيب المتحف التعريفي
والذي يعرف بالمتحف وقاعاته والعصور الزمنية التي تمثلها، مع نبذة عن حياة إنسان الشارقة فيها، كما يستعرض مجموعةً من القطع المعروضة في المتحف وهو باللغتين العربية والإنجليزية. وقد صدر الكتيب عام 2008م.

#### 2- كتيب موقع البحيص 18 التعريفي
وقد اصدر في آذار / مارس عام 2008م بالتزامن مع افتتاح سمو حاكم الشارقة لقاعة البحيص 18 التعريفية في المتحف وكشارح لها، والتي تقدم للزوار لوحةً مجسمة عن مقبرة البحيص 18 وأهم ما توصل له العلماء في تنقيباتهم فيها.والكتيب باللغتين العربية والإنجليزية.

#### 3-كتاب آثار الشارقة
يعد من أفخر ما أنتجه المتحف من كتب للتعريف بآثار الشارقة، وهو ثنائي اللغة ( العربية والإنجلزية )، ويقدم وصفاً شيقاً لـ 60 قطعةً منتقاة من آثار الشارقة مع صورها مبوبةً في أربعة فصول تمثل الفترات الزمنية التي تعاقبت على الشارقة قبل الإسلام. وقد صدر الكتاب عام 2008 م.

#### 4-قصة حمدان وعلياء في متحف الآثار
تقدم للقاريء الصغير سرداً لرحلة حمدان وعلياء إلى متحف الشارقة للآثار والتقائهم بالمرشدين فيه وتعرفهم على قاعاته المختلفة مع عائلتهم، وتهدف إلى تحبيب الأطفال بالآثار وتعريفهم بآثار الشارقة، ومن ثم يهتمون بها ويحافظون عليها، والكتاب باللغتين العربية والإنجليزية وهو بمبادرة شخصية ومن تأليف الباحث في المتحف خالد حسين، والقصة مخصصة للفئة العمرية بين 7 و12 عاماً، وقد صدرت في تشرين الثاني / نوفمبر عام 2009م.

#### 5-كتاب معنى أن تكون مرشداً سياحياً...دليل المرشد السياحي العربي
يأتي إصدار هذا الكتاب ضمن جهود قسم البحوث في متحف الشارقة للآثار، في تقديم ما يخدم العاملين في المتاحف وفي القطاع السياحي عموماً في الوطن العربي، وذلك تماشياً مع نهج التنوير الثقافي الذي اتخذته الشارقة كعاصمة ثقافية للعرب. يتكون الكتاب من ستة فصول يتحدث فيها المؤلف خالد حسين صالح منصور عن السياحة وأهميتها في العصر الحديث وعن دور المرشد السياحي العربي في التعريف بالمعالم والأماكن التي يعمل فيها، وفق المنهج العلمي المتبع من قبل الخبراء والمختصين في مجال الإرشاد السياحي حول العالم.يستهدف الكتاب فئة المرشدين السياحيين العرب من الرجال والنساء الذين يعملون في كل المرافق الثقافية والسياحية والترفيهية والبيئية في الوطن العربي، ويبسط لهم منهج عمل جديد في عالم الإرشاد السياحي ينقل هذا الفئة المهمة من العاملين في قطاع السياحة من العمل العفوي غير المنظم، إلى العمل المنهجي المحترف، وصولاً إلى التعريف المنصف بغنى السياحة العربية التي يؤمل منها الكثير في المستقبل القريب.والكتاب باللغة العربية وصدر في تشرين الثاني / نوفمبر عام 2011م.
كتاب : آثار الشارقة تروي تاريخها...إصدار جديد لمتحف الشارقة للآثار
6- آثار الشارقة تروي تاريخها...
عنوان لكتاب يختصر مسيرة طويلة من العمل والجهد اللذين دأب عليهما المنقبون في تاريخ الشارقة منذ أربعين عاماً، والتي توجت بتأليف بعثة التنقيب المحلية عام 1993م لتتولى إدارة عمليات التنقيب في الإمارة منذ ذلك الحين.
كما يخلد الكتاب مسيرة عشرين عاماً من جهود متحف الشارقة للآثار الذي أصبح منذ افتتاحه عام 1993م من أبرز المؤسسات الثقافية في مجال عرض الآثار والتعريف بها والحفاظ عليها على مستوى دولة الإمارات العربية المتحدة.
يحاول المؤلف خالد حسين صالح منصور تعريف القاريء بجوانب مما حفلت به أعمال التنقيب من جهود مستمرة في سبيل اكتشاف تاريخ الشارقة القديم، ويجول به في رحلة شيقة تقدم تصوراً للحياة في الشارقة منذ بداية الوجود البشري وحتى ظهور الإسلام في القرن السابع الميلادي، من خلال استنطاق الآثار التي وجدت مدفونةً في ثرى الشارقة وعثر عليها المنقبون المثابرون...

### المخيم الصيفي
من أجل شغل أوقات فراغهم فيما يفيد وتجنيبهم خطر الانحراف ومساهمةً من المتحف في حفظ جيل المستقبل من الضياع إيمانأً بدوره الثقافي والتربوي في المجتمع، بدأت برامج مخيمات المتحف الصيفية تحت شعار ( عالم الآثار الصغير ) وكان أولها في صيف عام 2010، بإعداد وإشراف كاملين من إدارة المتحف، وبجهد من موظفيه، وتطورت الفكرة في العام التالي وتنظمت وزاد عددالمشاركين فيه. وفي هذا العام ( 2012م ) كان شعار المخيم الفرعي ( حكاية الكتابة ) وشمل برنامجه مواضيع ترفيهيةً ً ومسابقات علمية ورحلات تعريفية كثيرة استفاد منها الأطفال.

### الندوات والمؤتمرات العلمية
أطلق المتحف فكرة عقد ندوة دورية تعنى بشؤون العمل المتحفي العربي وتعزيز مسيرته وتطويرها، وكان عنوان أول هذه الندوات (متاحفنا بين الواقع والطموح نحو بيئة عمل نموذجية في المتاحف العربية)، وعقدت هذه الندوة التي تعد الأولى من نوعها على مستوى متاحف الشارقة ومتاحف الدولة والخليج العربي من حيث الموضوع في 19 و20 كانون الأول / ديسمبر 2011م للإطلاع على أحدث التجارب وخلاصة أنفع التطبيقات على المستويين العربي والعالمي، فيما يخص مسيرة العمل المتحفية، وتحديداً فضاء العلاقة المشتركة بين المتاحف من جهة والجامعات ومؤسسات البحث العلمي والمؤسسات الثقافية الداعمة من جهة أخرى، وكيفية الارتقاء بهذه العلاقة لما فيه تطوير الأداء في المتاحف العربية عموماً.واستضافت الندوة عدداً من المختصين والباحثين في الشئون المتحفية من الوطن العربي والعالم، ومن العاملين في الجامعات والمؤسسات الثقافية الرائدة الداعمة لبرامج التطوير والتأهيل في المتاحف العربية، حيث قدموا أوراق عمل مهمة في موضوع الندوة.

## وصلات خارجية
- إدارة متاحف الشارقة
- هيئة الإنماء التجاري والسياحي بالشارقة
- دائرة الثقافة والإعلام بالشارقة
- مقطع على اليوتيوب عن ندوة متاحفنا بين الواقع والطموح التي عقدت في المتحف أواخر عام 2011م على يوتيوب
- مقطع على اليوتيوب عن متحف الشارقة للآثار نقلاً عن برنامج الشارقة وجهتي الذي قدمته قناة الشارقة الفضائية على يوتيوب